# ماني أستون
ماني أستون (بالإنجليزية: Manuel Aston)‏ هو كاتب مسرحي أسترالي، ولد في 1961 في هامبورغ في ألمانيا.